# Charaxes everetti
Charaxes everetti är en fjärilsart som beskrevs av Rothschild 1894. Charaxes everetti ingår i släktet Charaxes och familjen praktfjärilar. Inga underarter finns listade i Catalogue of Life.